# Idu (sistema di scrittura)

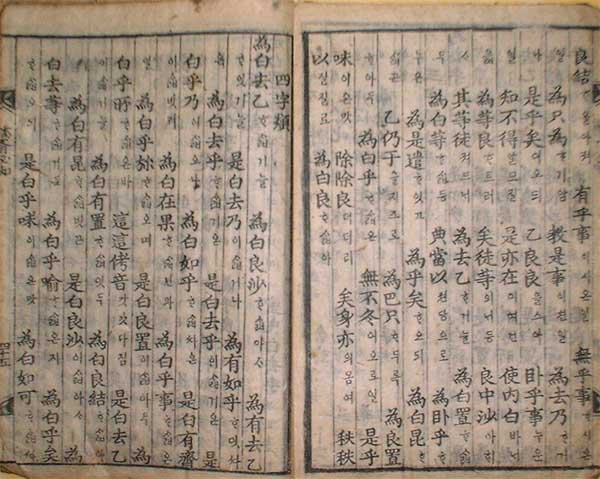
Pagina dello Yuseopilji, un libro pubblicato nel 1872 che spiega dettagliatamente lidu.

L'idu (이두?, 吏讀?; lett. "lettura ufficiale") è un sistema di scrittura arcaico che rappresenta la lingua coreana usando gli hanja. Questo sistema di scrittura, che è stato sviluppato dai monaci buddisti, ha reso possibile registrare le parole coreane attraverso il loro significato o suono equivalente in cinese.
Il termine "idu" può riferirsi a vari sistemi di rappresentazione della fonologia coreana attraverso caratteri cinesi chiamati hanja, che furono usati dai primi Tre regni al periodo Joseon. In questa accezione, include lo hyangchal, il sistema di scrittura locale utilizzato per scrivere la poesia vernacolare, e la scrittura gugyeol. In senso stretto si riferisce invece solo all'idu vero e proprio, cioè al sistema sviluppato nel periodo Goryeo e usato per la prima volta nel poema Jewang ungi.

## Storia e uso
L'idu è stato sviluppato per registrare le espressioni coreane usando i segni grafici cinesi presi in prestito con il loro significato cinese ma letti con i corrispondenti suoni coreani, o usando i segni grafici cinesi presi in prestito con la lettura cinese. Ciò è anche noto come hanja ed è stato usato insieme a simboli speciali per indicare morfemi indigeni coreani, desinenze verbali e altri marcatori grammaticali che erano diversi in coreano dal cinese. Ciò ha reso sia il significato che la pronuncia difficili da analizzare, ed è stata una delle ragioni per cui il sistema è stato gradualmente abbandonato, per essere sostituito con l'hangul dopo l'invenzione di tale sistema nel XV secolo. A questo proposito, ha dovuto affrontare problemi analoghi a quelli che hanno affrontato i primi tentativi di rappresentare la lingua giapponese con i kanji, a causa delle differenze grammaticali tra queste lingue e il cinese. In Giappone, l'uso iniziale dei caratteri cinesi per la grammatica giapponese era in man'yōgana, poi sostituito dai kana, la scrittura sillabica giapponese.
I caratteri venivano selezionati per l'idu in base al loro suono coreano, al loro suono coreano adattato, o al loro significato, e ad alcuni venivano dati un suono e un significato completamente nuovi. Allo stesso tempo, furono inventati 150 nuovi caratteri coreani, principalmente per nomi di persone e luoghi. Il sistema idu era usato principalmente dai membri della classe Jungin.
Uno degli scopi principali di questo sistema di scrittura era chiarire i documenti del governo cinese scritti in cinese in modo che potessero essere compresi dai lettori coreani. L'idu era anche usato per insegnare ai coreani la lingua cinese. Il codice legale Ming venne tradotto nella sua interezza in coreano utilizzando l'idu nel 1395; la stessa scrittura fu usata anche per tradurre gli Elementi essenziali dell'agricoltura e della sericoltura (Nongsan jiyao) per ordine del re Taejong nel 1414.